# Микроквазар
Микроквазары (рентгеновские двойные звезды) — это двойные звёздные системы, в которых остаток первой звезды, сжатый в тёмный компактный объект (такой как нейтронная звезда или чёрная дыра), гравитационно связан со второй обычной звездой, которая движется по тесной орбите вокруг первого компонента.

Художественная иллюстрация аккреции атмосферы звезды на чёрную дыру

В микроквазарах происходит аккреция материи на нейтронную звезду или черную дыру, сопровождающаяся спорадическими выбросами с околосветовой (или, в некоторых случаях, с кажущейся сверхсветовой) скоростью струй материи — т. н. джетов, что даёт наблюдаемую картину, близкую к наблюдаемой в случае квазаров (аккрецирующих сверхмассивных черных дыр в центрах галактик).

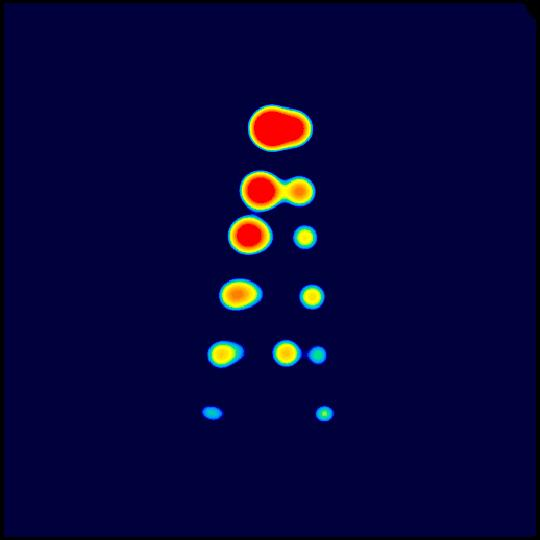
Радиоизлучающие сгустки микроквазара GRS 1915+105. Наложенные изображения сгустков, сделанные в течение ~ 1 месяца (изображение радиотелескопа VLA)

Впервые название «микроквазар» было применено по отношению к рентгеновскому источнику Скорпион X-1, имеющему струйные радиовыбросы, морфологически весьма сходные с релятивистскими выбросами радиоярких квазаров. Одним из характерных примеров микроквазаров является объект SS 433.
Микроквазары наблюдаются как переменные источники в рентгеновском и радиодиапазонах, при этом в рентгеновском диапазоне они представляют собой компактные источники со сверхэддингтоновской светимостью, а в радиодиапазоне — протяжённые парные источники — джеты с радиоизлучающими сгустками с синхротронным механизмом излучения и релятивистскими скоростями выбросов. Микроквазары являются переменными источниками как в радио-, так и в рентгеновском диапазонах, время жизни излучающих в радиодиапазоне сгустков составляет от нескольких дней до нескольких недель. В силу компактности источника рентгеновское излучение характеризуется быстрой переменностью, время развития рентгеновской вспышки «классических» микроквазаров (GRS1915+105) составляет единицы минут, при этом в рентгеновском диапазоне наблюдаются квазипериодические осцилляции с периодом в десятки секунд.

## История обнаружения
Первый подобный объект был обнаружен в 1978 году, когда два астронома из Кембриджского университета, занимаясь поисками остатков сверхновых, обнаружили в созвездии Орла источник необычного радио– и рентгеновского излучения, названный ими SS-433